# バ川
バ川（フィジー語: Ba Naddi）はフィジー・ヴィティレヴ島のトマニビ山を水源としてバ州を南から北西へ流れ、南太平洋に注ぐ河川である。バ川のバとはフィジー北部にあるバ川河畔のバに由来する。水源から上流域をナサラガ川として流れる。ララワイ製糖所がバ川上流に位置しており、バ川の水が工場のボイラーで使用されている。
なおバ川で獲れるハマグリは地元の有名な名物である。

## 地理
バ川は、トマニビ山にある水源からナバラ、バを通り南太平洋へと流れる。バ川は頻繁に氾濫し、ナバラ村がその被害を被る。バ川の洪水は1871年から2009年の138年の間で127回発生しており、うち1931年・1956年・1993年 (被害総額約800万米ドルに上る)・1999年・2009年・2010年のものが特に被害が甚大であった。
バ川流域はしばしば旱魃の被害が多く、1998年の干ばつではバの人口に影響を与え、サトウキビの生産面積21.80km²が損失した。
またバ川には日本の独立行政法人国際協力機構が建築した多機能ダムが2基存在する。

## 水系
バ川の水源から上流域をナサラガ川として流れ、支流としてサノア川 (Sanoa Creek)、ナカラ川 (Nakara Creek)、ンバレナワ川(Mbalenawa Creek)、ンダンガナ川 (Ndangana Creek)、マロウ川 (Marou Creek)、ンッガリマタ川(Nggalimatha Creek)、ヴナヴォンガ川(Vunavonga Creek)がある。

## 交通
バ川にはキングスロードとヴィティレヴ島内陸道路、サトウキビ運搬鉄道の橋が架かっている。